# Dactylochelifer martensi
Espèce
Dactylochelifer martensi est une espèce de pseudoscorpions de la famille des Cheliferidae.

## Distribution
Cette espèce est endémique de Thaïlande. Elle se rencontre sur le Doi Suthep.

## Étymologie
Cette espèce est nommée en l'honneur de Jochen Martens.

## Publication originale
- Dashdamirov, 2006 : A new species of the false-scorpion family Cheliferidae from Thailand, with remarks on Ancistrochelifer and Metachelifer (Arachnida: Pseudoscorpiones). Zootaxa, no 1325, p. 347-362.